# Hinson's Island
Hinson's Island är en ö i Bermuda (Storbritannien).   Den ligger i parishen Paget, i den sydvästra delen av landet, 2 km sydväst om huvudstaden Hamilton. Arean är 0,23 kvadratkilometer.
Terrängen på Hinson's Island är mycket platt. Den sträcker sig 0,6 kilometer i nord-sydlig riktning, och 0,8 kilometer i öst-västlig riktning.